# 菩薩頂
菩薩頂（ぼさつちょう）は、中華人民共和国山西省忻州市五台県五台山霊鷲峰にあるチベット仏教寺院。

## 歴史
菩薩頂は、北魏の孝文帝の時期（471年 - 499年）に創建された。初名は大文殊院。
唐の貞観5年（631年）、法雲法師が寺院を再建し、「真容院」と名づけました。
北宋の景徳年間、真宗から「奉真閣」の額を賜った。
明の永楽年間、「（勅改建）大文殊寺」と改名しました。
清の順治13年（1656年）、宗派もチベット仏教に改められた。
1983年、中華人民共和国国務院は仏寺を漢族地区仏教全国重点寺院に認定した。

## 伽藍
- 百八段の石段を登り牌楼を潜る。
- 菩薩頂の石牌坊「五台勝境」に康熙帝が書いた作品がある。